# کاری میلر
کاری لرین میلر (به انگلیسی: Kari LaRain Miller)، (زادهٔ ۱۶ آوریل ۱۹۷۷) بازیکن والیبال نشسته اهل ایالات متحده آمریکا است.

## اوایل زندگی
میلر متولد شهر نیوآرک در ایالت نیوجرسی است. در سال ۱۹۹۵ از دبیرستان کاردوزو، واشینگتن دی. سی فارغ‌التحصیل شد. او از علاقه‌مندان سریال تلویزویونی قهرمانان است و تیم محبوب وی نیز مینه سوتا وایکینگز می‌باشد. همچنین به ورزش‌های سوار کاری، جت اسکی، چتربازی و صخره نوردی نیز علاقه‌مند است.

## حرفه
میلر هر دو پای خود را در سال ۱۹۹۹ در یک سانحه رانندگی از دست داد. او فعالیت ورزشی خود را از سال ۲۰۰۷ در رشته والیبال نشسته آغاز کرد و در سال ۲۰۰۸ پس از کسب چند مدال سرانجام مدال نقره بازی‌های پارالمپیک پکن را کسب کرد. در سال ۲۰۰۹ موفق به کسب جایزه ورزشکار پارالمپیکی برتر سال شد.